# Karuna Bannerjee
Pour les articles homonymes, voir Banerjee.
Karuna Bannerjee (née Karuna Bandyopadhyay, à Calcutta le 25 décembre 1919, et morte à Lucknow (Inde), le 13 novembre 2001), est une actrice indienne bengalie.
Passée à la célébrité grâce à la trilogie d'Apu (1955-1959) de Satyajit Ray, elle a été nommée meilleure actrice aux BAFTA Awards en 1959 pour sa performance dans L'Invaincu (1956), la seconde partie de la trilogie. Par la suite, elle est apparue dans un certain nombre d'autres films, notamment La Déesse (1960) et Kanchenjungha (1962), du même réalisateur.

## Filmographie
- 1942 : Mahakavi kalidas de Niren Lahiri
- 1955 : La Complainte du sentier (Pather Panchali) de Satyajit Ray : Sarbojaya Ray, la mère de Durga et Apu
- 1956 : L'Invaincu (Aparajito) de Satyajit Ray : Sarbojaya Ray
- 1958 : Manmoyee Girls' School de Hemchandra Chunder
- 1959 : Headmaster d'Agragami : Labanya, épouse de Krishna
- 1959 : Kato Ajanare de Ritwik Gathak
- 1959 : Shubha Bibaha d'Amit Mitra et Sombhu Mitra : Meja-boudi
- 1960 : La Déesse (Devi) de Satyajit Ray : Harasundari
- 1962 : Kanchenjungha de Satyajit Ray : Labanya Roy Chaudhuri
- 1971 : Interview de Mrinal Sen : Ma
- 1972 : Calcutta 71 de Mrinal Sen
- 1977 : Sandhya Raag de Bhabendra Nath Saikia

## Distinctions
- Baftas 1959 : nomination au Bafta de la meilleure actrice étrangère pour L'Invaincu